# پالادیوم لندن
پالادیوم لندن (انگلیسی: London Palladium) یک سالن نمایش در لندن، انگلستان است.
این سالن تئاتر که در خیابان آرگایل قرار دارد در سال ۱۹۱۰ میلادی تأسیس شده و جزئی از تئاتر وست اند محسوب می‌شود. پالادیوم لندن ۲۲۸۶ نفر ظرفیت دارد.